# 2-szukcinil-5-enolpiruvil-6-hidroxi-3-ciklohexén-1-karbonsav szintáz
A 2-szukcinil-5-enolpiruvil-6-hidroxi-3-ciklohexén-1-karbonsav-szintáz, röviden SEPHCHC-szintáz (EC 2.2.1.9) az Escherichia coliban a menD gén által kódolt enzim, amely a menakinon (K2-vitamin) bioszintézisének második lépését katalizálja. Ennek az enzimnek két szubsztrátja a 2-oxoglutarát és az izokorizmát. Ennek az enzimnek a termékei az 5-enolpiruvoil-6-hidroxi-2-szukcinil-ciklohex-3-én-1-karboxilát és a CO2. A transzferázok családjába tartozik

## Osztályozás
Ez az enzim az aldehid- vagy ketoncsoportokat szállító enzimek családjába tartozik. Pontosabban, ez az enzim a transzketolázok és transzaldolázok családba tartozik. Az enzim közismert elnevezései:
- MenD
- SEPHCHC szintáz
- 2-szukcinil-5-enolpiruvil-6-hidroxi-3-ciklohexén-1-karbonsav szintáz
- Szisztematikus név: izokorizmát:2-oxoglutarát 4-oxopentanoáttranszferáz

## Reakció
A K-vitamin reakciójában a SEPHCHC a második lépésben vesz részt. A reakció típusa dekarboxilezés, és a maximális aktivitás eléréséhez ez az enzim Mg2+ kofaktort, egy magnéziumiont használja.  A korábbi években azt gondolták, hogy ez a reakció SHCHC-hez, a MenH termékhez vezet. További kutatások után most már tudjuk, hogy ez a reakció egy új lépés az útvonalon. Az enzim tényleges terméke spontán módon elveszítheti a piruvátot.

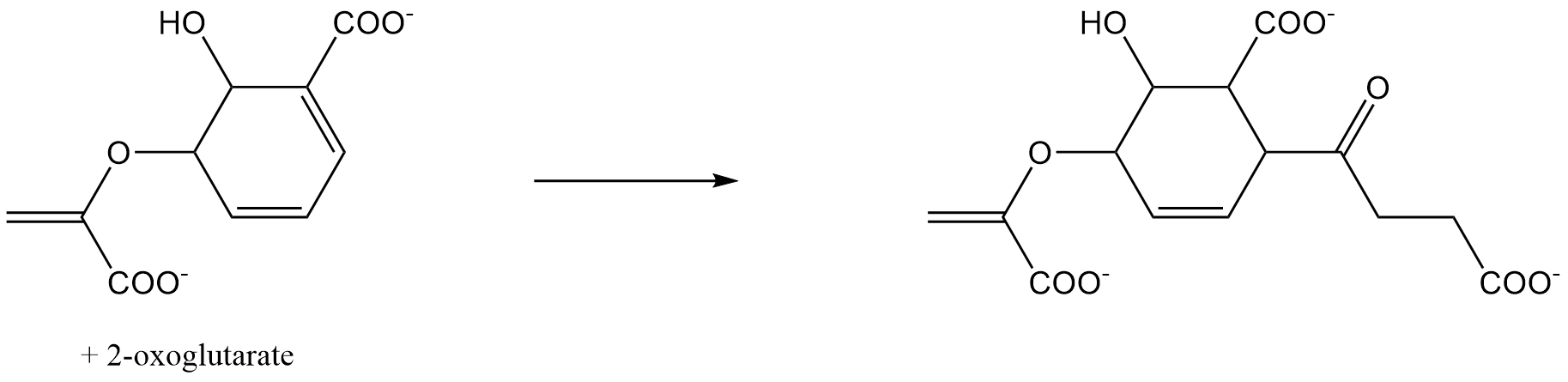
A menakinon reakciójának 2. lépése

## Homológok
Sok hasonló struktúra létezik amely hasonlít a MenD szerkezetéhez. Bár gyakran megtalálható az E. coliban, de más élőlényekben is előfordulhat. A Bacillus subtilis és a Mycobacterium tuberculosis két homológ. Minden élőlénynek van egy közös vonása, hogy katalizálják a dekarboxilezési reakciókat.

## Szerkezet
Szerkezetében stabil dimer-dimer asszociáció található, összhangban a gélszűréssel, és az analitikai vizsgálatok megerősítik a MenD besorolását a piruvát-oxidáz családba. Az aktív hely erősen bázikus, hidrofób a folttal. Ezek a tulajdonságok megegyeznek a szubsztrátok kémiai tulajdonságaival. 